# Nordische Junioren-Skiweltmeisterschaften 1989
Die 12. Nordischen Junioren-Skiweltmeisterschaften 1989 fanden vom 16. bis zum 19. März 1989 im norwegischen Vang (seit 1992 ein Ortsteil von Hamar) statt. Sie wurden damit nach 1984 (Trondheim) zum zweiten Mal in Norwegen ausgetragen.
Erfolgreichste Nation der Titelkämpfe war die Sowjetunion mit drei Gold- und drei Bronzemedaillen vor Norwegen mit drei Gold- und einer Bronzemedaille und Italien mit zwei Gold- und einer Bronzemedaille.

## Wettkampfstätten
Die Skisprungwettbewerbe wurden auf dem 1968 errichteten Lierberget Hoppbakke ausgetragen. Die Skilanglaufwettbewerbe der Kombinierer und der Spezialisten wurden auf Loipen der Umgebung durchgeführt.

## Skilanglauf Junioren

### 10 km klassisch
| Platz | Sportler           | Land               | Zeit (min) |
| ----- | ------------------ | ------------------ | ---------- |
| 1     | Wiktor Isupow      | Sowjetunion        | 28:00,4    |
| 2     | Niklas Jonsson     | Schweden           | 28:27,3    |
| 3     | Karri Hietamäki    | Finnland           | 28:36,3    |
| 4     | Bertram Seidel     | DDR                | 28:52,7    |
| 5     | Wilhelm Aschwanden | Schweiz            | 28:55,3    |
| 6     | Igor Plesowskitsch | Sowjetunion        | 29:01,3    |
| 7     | Gudmund Skjeldal   | Norwegen           | 29:08,6    |
| 8     | Esa Talvitie       | Finnland           | 29:10,7    |
| 9     | Alexei Konowalow   | Sowjetunion        | 29:12,8    |
| 10    | Hajime Matsuura    | Japan              | 29:17,8    |
| 11    | Luke Bodensteiner  | Vereinigte Staaten | 29:18,3    |
| 12    | Alexander Marent   | Österreich         | 29:19,5    |

Datum: 18. März 1989
Es waren 71 Läufer am Start. Weitere Teilnehmer aus deutschsprachigen Ländern:

 Johann Mühlegg: 13. Platz

 Markus Hasler: 17. Platz

 Mario Möller: 28. Platz

 Peter Schwager: 30. Platz

 Wolfgang Uhrmann: 32. Platz

 Andreas Ringhofer: 37. Platz

 Peter Schlickenrieder: 38. Platz

 Michael Popp: 45. Platz

 Adrian Riebli: 46. Platz

 Janko Neuber: 47. Platz

 Isidor Haas: 48. Platz

 Ulf Kattnig: 49. Platz

 Jakob Graber: 53. Platz

 Ronny Schubert: 54. Platz

### 30 km Freistil
| Platz | Sportler              | Land           | Zeit (std) |
| ----- | --------------------- | -------------- | ---------- |
| 1     | Johann Mühlegg        | BR Deutschland | 1:25:09,0  |
| 2     | Bertram Seidel        | DDR            | 1:25:32,2  |
| 3     | Roberto De Zolt Ponte | Italien        | 1:25:41,9  |
| 4     | Mario Möller          | DDR            | 1:26:51,1  |
| 5     | Andrei Kukrus         | Sowjetunion    | 1:27:05,2  |
| 6     | Elmo Kassin           | Sowjetunion    | 1:27:17,8  |
| 7     | Gudmund Skjeldal      | Norwegen       | 1:27:31,5  |
| 8     | Krister Sørgård       | Norwegen       | 1:27:43,5  |
| 9     | Niklas Jonsson        | Schweden       | 1:28:01,1  |
| 10    | Janko Neuber          | DDR            | 1:28:20,9  |

Datum: 16. März 1989
Es waren 66 Läufer am Start. Weitere Teilnehmer aus deutschsprachigen Ländern in den Top 30:

 Markus Kraus: 12. Platz

 Peter Schlickenrieder: 13. Platz

 Peter Schwager: 21. Platz

 Matthias Grunwald: 27. Platz

 Michael Schenk: 41. Platz

 Wolfgang Uhrmann: 44. Platz

 Andreas Ringhofer: 47. Platz

 Tobias Schocher: 49. Platz

 Wilhelm Aschwanden: 51. Platz

 Alexander Marent: 52. Platz

 Ulf Kattnig: 54. Platz

### 4 × 10 km Staffel
| Platz | Sportler                                                           | Land                            | Zeit (std) |
| ----- | ------------------------------------------------------------------ | ------------------------------- | ---------- |
| 1     | Igor Plesowskitsch Wiktor Isupow Elmo Kassin Andrei Kukrus         | Sowjetunion                     | 1:55:56,0  |
| 2     | Ronny Schubert Bertram Seidel Janko Neuber Mario Möller            | Deutsche Demokratische Republik | 1:56:36,0  |
| 3     | Tomáš Čáslavský Martin Hušek Milan Koutský Karel Raabe             | Tschechoslowakei                | 1:57:53,0  |
| 4     | Fulvio Valbusa Francesco Semenzato Roberto de Zolt Fabio May       | Italien                         | 1:58:04,0  |
| 5     | Esa Talvitie Karri Hietamäki Mika Myllylä Kai Lippojoki            | Finnland                        | 1:58:06,0  |
| 6     | Gudmund Skjeldal Geir Ove Strømskag Terje Arntsen Krister Sørgård  | Norwegen                        | 1:59:20,0  |
| 7     | Wilhelm Aschwanden Adrian Riebli Tobias Schocher Peter Schwager    | Norwegen                        | 1:59:21,0  |
| 8     | Wolfgang Uhrmann Markus Kraus Johann Mühlegg Peter Schlickenrieder | BR Deutschland                  | 2:00:02,0  |

Datum: 19. März 1989
Es waren 17 Teams am Start. Weitere Teilnehmer aus deutschsprachigen Ländern:

 Österreich: 13. Platz

## Skilanglauf Juniorinnen

### 5 km klassisch
| Platz | Sportlerin        | Land             | Zeit (min) |
| ----- | ----------------- | ---------------- | ---------- |
| 1     | Stefania Belmondo | Italien          | 16:21,8    |
| 2     | Kicki Eskilsson   | Schweden         | 16:28,3    |
| 3     | Olga Danilowa     | Sowjetunion      | 16:37,5    |
| 4     | Kari Uglem        | Norwegen         | 16:49,9    |
| 5     | Inessa Jarkowa    | Sowjetunion      | 16:52,2    |
| 6     | Silke Braun       | DDR              | 16:53,9    |
| 7     | Eva Pravečková    | Tschechoslowakei | 17:00,5    |
| 8     | Maj Helen Nymoen  | Norwegen         | 17:01,9    |
| 9     | Gabriele Heß      | DDR              | 17:05,4    |
| 10    | Marie Josée Pepin | Kanada           | 17:05,5    |

Datum: 18. März 1989
Es waren 58 Läuferinnen am Start. Weitere Teilnehmer aus deutschsprachigen Ländern:

 Isabella Beckert: 12. Platz

 Bettina Rödel: 14. Platz

 Simone Bauknecht: 23. Platz

 Barbara Mettler: 29. Platz

 Heide Dickel: 30. Platz

 Jutta Mainhart: 31. Platz

 Natascia Leonardi Cortesi: 35. Platz

 Beatrice Schranz: 43. Platz

 Claudia Bohnsack: 46. Platz

 Katja Marent: 54. Platz

 Nicole Zbinden: 55. Platz

### 15 km Freistil
| Platz | Sportlerin        | Land           | Zeit (min) |
| ----- | ----------------- | -------------- | ---------- |
| 1     | Stefania Belmondo | Italien        | 50:30,3    |
| 2     | Marie Josée Pepin | Kanada         | 51:50,9    |
| 3     | Mari Hietala      | Finnland       | 52:00,4    |
| 4     | Jelena Grenros    | Sowjetunion    | 52:00,5    |
| 5     | Isabella Beckert  | BR Deutschland | 52:00,9    |
| 6     | Gabriele Heß      | DDR            | 52:06,6    |
| 7     | Natalja Sajewa    | Sowjetunion    | 52:18,2    |
| 8     | Silke Braun       | DDR            | 52:37,8    |
| 9     | Sigrid Wille      | BR Deutschland | 52:38,7    |
| 10    | Barbara Mettler   | Schweiz        | 53:07,0    |

Datum: 16. März 1989
Es waren 59 Läuferinnen am Start. Weitere Teilnehmer aus deutschsprachigen Ländern in den Top 15:

 Elvira Knecht: 13. Platz

 Heide Dickel: 20. Platz

 Beatrice Schranz: 23. Platz

 Simone Bauknecht: 28. Platz

 Natascia Leonardi Cortesi: 34. Platz

 Bettina Rödel: 43. Platz

 Katja Marent: 51. Platz

 Jutta Mainhart: 52. Platz

### 4 × 5 km Staffel
| Platz | Sportlerinnen                                                 | Land                            | Zeit (std) |
| ----- | ------------------------------------------------------------- | ------------------------------- | ---------- |
| 1     | Olga Danilowa Inessa Jarkowa Natalja Sajewa Jelena Grenros    | Sowjetunion                     | 1:05:15,0  |
| 2     | Anette Fanqvist Karin Öhman Annika Evaldsson Kicki Eskilsson  | Schweden                        | 1:05:48,0  |
| 3     | Lenka Tučková Eva Pradecková Iveta Zelingerová Soňa Mihoková  | Tschechoslowakei                | 1:05:49,0  |
| 4     | Mari-Anne Lallukka Johanna Ylitalo Jaana Ahonen Mari Hietala  | Finnland                        | 1:05:50,0  |
| 5     | Bettina Rödel Silke Braun Claudia Bonsack Gabriele Heß        | Deutsche Demokratische Republik | 1:05:51,0  |
| 6     | Heike Dickel Isabella Beckert Beatrice Beckert Sigrid Wille   | BR Deutschland                  | 1:06:03,0  |
| 7     | Iole Trozzi Gabriella Paruzzi Petra Trocher Stefania Belmondo | Italien                         | 1:06:35,0  |
| 8     | Beatrice Schranz Nicole Zbinden Elvira Knecht Barbara Mettler | Schweiz                         | 1:06:47,0  |

Datum: 19. März 1989
Es waren 12 Teams am Start.

## Nordische Kombination Junioren

### Gundersen (Normalschanze K 90/10 km)
| Platz | Sportler          | Land             | Gesamtzeit (min) |
| ----- | ----------------- | ---------------- | ---------------- |
| 1     | Trond Einar Elden | Norwegen         | 28:08            |
| 2     | Francis Repellin  | Frankreich       | 29:17            |
| 3     | Ago Markvardt     | Sowjetunion      | 30:21            |
| 4     | Radomír Skopek    | Tschechoslowakei | 30:22            |
| 5     | Robert Stadelmann | Österreich       | 30:41            |
| 6     | Xavier Girard     | Frankreich       | 30:48            |
| 7     | Sami Kallunki     | Finnland         | 30:50            |
| 8     | Frode Moen        | Norwegen         | 31:15            |
| 9     | Juri Erkhalew     | Sowjetunion      | 31:25            |
| 10    | Michael Ross      | DDR              | 31:39            |

Datum: 19. März 1989
Weitere Teilnehmer aus deutschsprachigen Ländern (unvollständig):

 Markus Wüst: 11. Platz

 Hansjörg Zihlmann: 19. Platz

 Herbert Frosch: 22. Platz

 Bauer: 25. Platz

 Falk Schwaar: 38. Platz

### Mannschaft (Normalschanze K90/3 × 10 km)
| Platz | Sportler                                          | Land                            | Rückstand   |
| ----- | ------------------------------------------------- | ------------------------------- | ----------- |
| 1     | Frode Moen Fred Børre Lundberg Trond Einar Elden  | Norwegen                        |             |
| 2     | Jean-Pierre Bohard Xavier Girard Francis Repellin | Frankreich                      | +3:40,4 min |
| 3     | Ago Markvardt Jurij Erkhalew Sergei Schwagirow    | Sowjetunion                     | +5:26,3 min |
| 4     |                                                   | Deutsche Demokratische Republik | +7:06,6 min |
| 5     |                                                   | Österreich                      | +9:05,7 min |

Datum: 15. und 16. März 1989
Nach dem Sprunglauf am ersten Wettkampftag lag Norwegen (625,2 Punkte) bereits deutlich vor Frankreich (603,1 Punkte) in Führung. Es nahmen elf Teams am Wettbewerb teil.

Weitere Teilnehmer aus deutschsprachigen Ländern:

 BR Deutschland: 6. Platz

 Schweiz: 9. Platz

## Skispringen Junioren

### Normalschanze
| Platz | Sportler         | Land             | Weite 1 | Weite 2 | Punkte |
| ----- | ---------------- | ---------------- | ------- | ------- | ------ |
| 1     | Kent Johanssen   | Norwegen         | 84,0 m  | 83,0 m  | 223,8  |
| 2     | Andi Rauschmeier | Österreich       | 79,0 m  | 81,5 m  | 208,5  |
| 3     | Staffan Tällberg | Schweden         | 80,5 m  | 75,0 m  | 208,0  |
| 4     | Heinz Kuttin     | Österreich       | 77,5 m  | 80,0 m  | 207,9  |
| 5     | František Jež    | Tschechoslowakei | 78,5 m  | 76,5 m  | 204,4  |
| 6     | Primož Kopač     | Jugoslawien      | 77,5 m  | 73,5 m  | 196,1  |
| 7     | Akira Higashi    | Japan            | 73,0 m  | 77,5 m  | 194,0  |
| 7     | Markus Steiner   | Österreich       | 76,5 m  | 74,0 m  | 194,0  |
| 9     | Juha Lindström   | Finnland         | 74,5 m  | 76,5 m  | 192,6  |
| 10    | Jacky Arpin      | Frankreich       | 73,0 m  | 76,0 m  | 192,2  |

Datum: 16. März 1989
Es nahmen 62 Athleten am Wettbewerb teil.

Weitere Teilnehmer aus deutschsprachigen Ländern:

 Andreas Scherer: 13. Platz

 Samuel Anthamatten: 14. Platz

 Martin Trunz: 16. Platz

 Peter Gaffal: 21. Platz

 Alexander Pointner: 25. Platz

 Ralph Gebstedt: 26. Platz

 Timo Wangler: 28. Platz

 Christof Duffner: 37. Platz

 Stiev Glaß: 40. Platz

 Jörg Pietschmann: 42. Platz

 Heiko Bauer: 49. Platz

### Mannschaftsspringen Normalschanze
| Platz | Sportler                                                        | Land        | Weite 1                     | Weite 2                     | Punkte |
| ----- | --------------------------------------------------------------- | ----------- | --------------------------- | --------------------------- | ------ |
| 1     | Andi Rauschmeier Alexander Pointner Markus Steiner Heinz Kuttin | Österreich  | 82,0 m 79,0 m 80,0 m 84,5 m | 80,5 m 75,0 m 74,5 m 73,5 m | 625,5  |
| 2     | Goran Janus Marjan Kropar Franci Petek Primož Kopač             | Jugoslawien | 77,5 m 74,0 m 72,5 m 81,5 m | 76,0 m 72,5 m 77,5 m 78,5 m | 603,2  |
| 3     | Øyvind Berg Erlend Schumann Henning Wold Kent Johanssen         | Norwegen    | 76,0 m 68,5 m 72,0 m 85,0 m | 78,0 m 69,0 m 73,5 m 82,5 m | 598,1  |
| 4     | Michele Martin Roberto Frison Ivo Pertile Roberto Cecon         | Italien     | 72,5 m 72,0 m 73,0 m 82,0 m | 69,5 m 75,5 m 79,0 m 78,0 m | 592,1  |
| 5     | Takanobu Okabe Noriaki Kasai Shinya Tsurumaki Akira Higashi     | Japan       | 70,5 m 74,0 m 72,5 m 75,5 m | 73,0 m 76,0 m 68,5 m 76,5 m | 571,7  |

Datum: 17. März 1989

Es waren 15 Nationen am Start.

Weitere Teilnehmer aus deutschsprachigen Ländern:

 BR Deutschland: 7. Platz

 Schweiz: 11. Platz

 Deutsche Demokratische Republik: 14. Platz

## Nationenwertung
| Platz | Land                            | Gold | Silber | Bronze | Gesamt |
| ----- | ------------------------------- | ---- | ------ | ------ | ------ |
| 1     | Sowjetunion                     | 3    | 0      | 3      | 6      |
| 2     | Norwegen                        | 3    | 0      | 1      | 4      |
| 3     | Italien                         | 2    | 0      | 1      | 4      |
| 4     | Österreich                      | 1    | 1      | 0      | 3      |
| 5     | Bundesrepublik Deutschland      | 1    | 0      | 0      | 1      |
| 6     | Schweden                        | 0    | 3      | 1      | 4      |
| 7     | Deutsche Demokratische Republik | 0    | 2      | 0      | 2      |
| 7     | Frankreich                      | 0    | 2      | 0      | 2      |
| 9     | Kanada                          | 0    | 1      | 0      | 1      |
| 9     | Jugoslawien                     | 0    | 1      | 0      | 1      |
| 11    | Tschechoslowakei                | 0    | 0      | 2      | 2      |
| 11    | Finnland                        | 0    | 0      | 2      | 2      |